# Exorista lepis
Exorista lepis là một loài ruồi trong họ Tachinidae.